# هيئة التصنيع الحربي للقوات المسلحة اليمنية
 هيئة التصنيع الحربي للقوات المسلحة هي هيئة تديرها وزارة الدفاع . وهي مسؤولة عن إنتاج مجموعة واسعة من معدات الدفاع، مثل المركبات الخفيفة المتعددة الأغراض، والشاحنات المتوسطة والذخائر والإلكترونيات.

## التاريخ
أنشئت هيئة التصنيع الحربي للقوات المسلحة بعد توحيد اليمن في 22 مايو 1990 م، بواسطة قرار جمهوري لتكون تحت وزارة الدفاع وتعزيز للمؤسسة العسكرية .

## الإنتاج
مركبات قتالية
- قطيش 1 [1]
- قطيش 2[1]
- جلال 3[1]
- حميضة[1]

مركبات النقل والإمداد
- يو أي زي - 469
- غاز-2975

الأسلحة الصغيرة

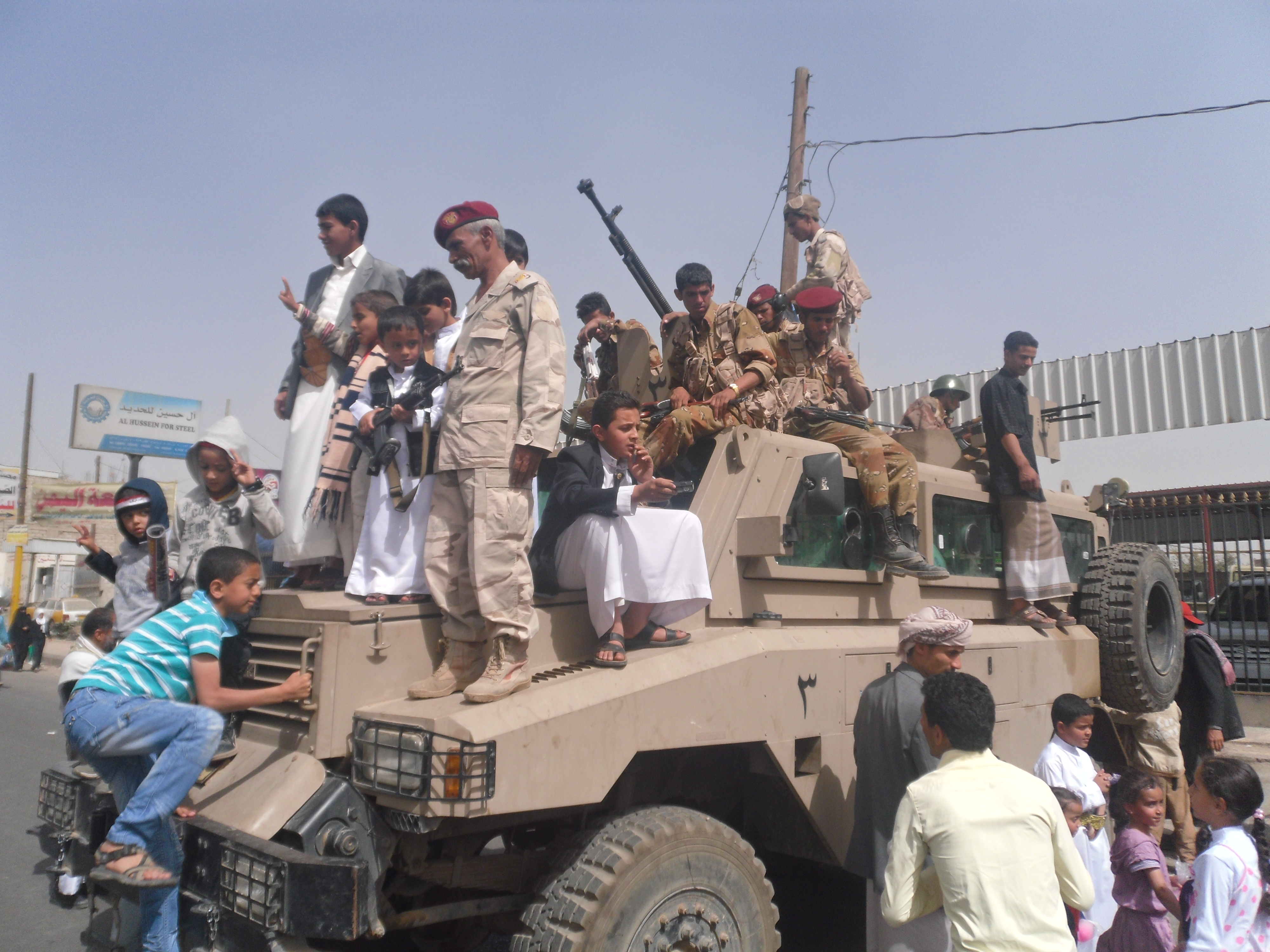
اطفال يلتقطون الصور من على مدرعة يمنية "حميضة" (انتاج محلي)، بعد صلاة الجمعة التي أقامها شباب الثورة بشارع الستين صنعاء 1 فبراير 2012

- رشاش فيكرز (البديل المنتج محلياً)
- بندقية قناصة دراغونوف (البديل المنتج محلياً)
- Gewehr 43 (البديل المنتج محلياً)
- كيرباينر 98ك (بندقية) (البديل المنتج محلياً)
- ام بي 18 (البديل المنتج محلياً)
- ام بي-40 (البديل المنتج محلياً)

الصواريخ 
- صاروخ فلسطين 1 و 2 الفرط الصوتي يقدر مداه الى 2500 كيلومتر وقد قال الناطق الرسمي للقوات المسلحة اليمنية  العميد يحيى سريع  ان سرعته وصلت الى 16 ماخ
- عائلة صاروخ قدس المجنح صاروخ جوال وهم 5 خمسة انواع محدثة من 1-5  والذي تقصف به القوات المسلحة اليمنية إسرائيل منذ التدخل اليمني مع فلسطين
- صاروخ صاروخ طوفان لم يتم الكشف عن قدراته
- صاروخ البحر الاحمر صاروخ بحري
- وعدة صواريخ تم الاستعراض بها في العاصمة صنعاء في اليوم الوطني للثورة اليمنية المجيدة 21 سبتمبر

"الطائرات المسيرة" 
- يافا
- صماد (طائرة دون طيار)
- وعيد
- وعدة طائرات لم يتم الكشف عنها

## وصلات خارجية
- YEMEN MILITARY INDUSTRY NEWS
- NationMaster - Yemeni Military statistics